# Списак рударских басена
Експлоатационо поље је подручје одређених једнообразних карактеристика где се угаљ вади. Критеријуми за одређивање приближне границе угљеног поља су географски и културолошки, поред геолошких. Ефект угљеног поља често групише шавове угља, железничке компаније, културне групе и сливе и друга географска питања. У једном тренутку ознака угљеног поља била је важна категорија у пословним и индустријским дискусијама. Терминологија је постала неважна како је напредовао 20. век, а вероватно га је помињало само неколико малих железница и бујица историје до 1980-их. Обновљено интересовање за индустријско наслеђе и историју ископавања угља довело је стара имена налазишта испред веће публике. 

## Србија

### Рудници угља
- Алексиначки Рудник (затворено)- налази се северно од града Алексинца, и заузима простор измедју река Јужне Мораве и Моравице, од Логоришта на југу до Дубраве на северу. У оквиру овог басена отворено је више јама, данас познатих под заједничким именомм Алексиначки рудници мрког угља.
- Боговина- Рудних мрког угља "Боговина" је један од рудника под власништвом ЈП ПЕУ "Ресавица". Отворен је у рад 1903. године, а 1946. је постао државно власништво. Од тада, РМУ Боговина је произвео 7,2 милиона тона угља, а продукција опада сваке године.
- Рудник Костолац-Костолачки угљени басен, у најширем смислу, захвата подручје између реке Мораве на западу, голубачких планина на истоку, реке Дунав на северу и реке Ресаве и града Свилајнца на југу. Овај басен се простире на површини од око 400 km². На том простору утврђене су богате резерве лигнита, мрког и каменог угља. Костолачки угљени басен, у ужем смислу, обухвата подручје општине Пожаревац. Руда угља је истражена и доказана на подручјима Костолца, села Дрмна, Кленовника, Ћириковца и Пољане. Овај басен простире се на површини од 100 km².
- РБ Колубара -Рударски басен Колубара (пуно име: Привредно друштво за производњу, прераду и транспорт угља Рударски басен Колубара д.о.о. Лазаревац) је рудник угља и топионичарски басен и налази се код Лазаревца, јужно од реке Саве, у сливу река Колубаре и Тамнаве, у Србији.
- Сењски Рудник -најстарији активни рудник мрког угља у Србији
- Рудник Врдник
- Рудник Вршка Чука- налази се на истоименој планини, недалеко од Зајечара, непосредно уз српско-бугарску границу. Вршка Чука је најмањи рудник са подземном експлоатацијом у Србији и експлоатише се камени угаљ антрацит
- Рудник Добра Срећа
- Рудник Јасеновац
- Рудник Јелашница
- Рудник Рембас- је рудник мрког угља у насељу Ресавица код Деспотовца

### Рудници олова и цинка
- Рудник Трепча -отварање рудника обављено је 10. октобра 1930. године
- Рудник Велики Мајдан- је рудник олова и цинка који се налази у Љубовији, у Србији. У западној Србији, на западним падинама Борање, Јагодње, Соколских планина и Медведника, на више места се на самој површини наилази на појаве рудних жица које у себи садрже руду олова и цинка (Кошевине, В. Цип, Јовановићи, Липник, Велики Мајдан, Постење, Тисовик и др. ), међу којима је назначајније лежиште Велики Мајдан.

### Рудници бакра
- Рудник Бор- Лежиште бакра у Бору је једно од највећих европских лежишта бакра. Од 1902. до заклјучно 1959. године, из овог рудишта откопано је око 30 милиона тона руде и добијено 1,05 милиона тона бакра
- Рудник Борска Река
- Рудник Церово
- Рудник Думитру Поток
- Рудник Кисељак
- Рудник Мајданпек- је рудник бакра који се налази у Мајданпеку, у северном делу источне Србије. Један је од најстаријих рудника на подручју Србије. Рудник се састоји од два површинска копа: Јужни ревир и Северни ревир,као и Флотације бакра Мајданпек. У руднику бакра Мајданпек главни ресурс представља руда бакра,а у мањим количинама руде сребра и злата.
- Рудник Мали Кривељ
- Рудник Велики Кривељ

### Рудници кобалта
- Рудник Руђинци
- Рудник Велуће

### Рудници графита
- Рудник Доња Љубата

### Рудници литијума
- Рудник Јадар

### Рудници магнезијума
- Рудник Бела Стена

### Рудници молибдена
- Рудник Мачкатица
- Рудник Сурдулица

### Рудници никла
- Рудник Мокра Гора

## Аустралија

### Нови Јужни Велс
- Гуснедах рударски басен (Gunnedah Basin coalfields)
- Хонтер Вали рударски басен (Hunter Valley coalfields)
- Јужна Маитландски рударски басен (South Maitland coalfields)
- Сидни рударски басен (Sydney Basin coalfields)

### Квинсленд
- Бовен рударски басен (Bowen Basin coalfields)
- Галилејски басен (Galilee Basin coalfields)
- Сурат басен (Surat Basin coalfields)
- Валонски басен (Walloon coalfields)

### Викторија
- Литроб Вали рударски басен (Latrobe Valley coalfields)

### Западна Аустралија
- Колијски рударски басен (Collie coalfields)

## Белгија
- Боринаж рударски басен (средњи век - 1973) (Borinage Coalfield)
- Кампајн рударски басен(1917–1992) (Campine Coalfield )
- Центар рударски басен (средњи век - 1973) (Centre Coalfield)
- Шарлерои рударски басен(средњи век - 1984) (Charleroi Coalfield )
- Лиџ рударски басен  (средњи век - 1980) (Liege Coalfield )

## Канада
Такође се може обратити руралној општини нафтних поља бр. 4, Саскачан 
- Бисвел рударски басен (Beersville Coalfield)
- Комокс рударски басен (Comox Coalfield)
- Кровснест рударски басен (Crowsnest Coalfield)
- Сипрес рударски басен (Cypress Coalfield)
- Елк Вали рударски басен (Elk Valley Coalfield)
- Естеван рударски басен (Estevan Coalfield)
- Флатхед рударски басен (Flathead Coalfield)
- Хат Криек рударски басен (Hat Creek Coalfield)
- Ховли рударски басен (Howley Coalfield)
- Инвернес рударски басен (Inverness Coalfield)
- Река Јогинс Херберт рударски басен (Joggins River Herbert Coalfield)
- Мабој рударски басен (Mabou Coalfield)
- Мерит рударски басен (Merritt Coalfield)
- Минто рударски басен (Minto Coalfield)
- Нанаимо рударски басен (Nanaimo Coalfield)
- Онакавана рударски басен (Onakawana Coalfield)
- Пиктој рударски басен (Pictou Coalfield)
- Принстон рударски басен (Princeton Coalfield)
- Св. Ђорђе рударски басен (St. George Coalfield)
- Угаона црква Св. Роуз рударски басен (St Rose-Chimney Corner Coalfield)
- Спринг Хил рударски басен (Spring Hill Coalfield)
- Сидни рударски басен (Sydney Coalfield)
- Табер рударски басен (Taber Coalfield)
- Туламин рударски басен (Tulameen Coalfield)
- Вилов Бунш рударски басен (Willow Bunch Coalfield)
- Дрво планински рударски басен (Wood Mountain Coalfield)

## Чиле
- Лиркуен рударски басен, Пенко, Регион Биобио (Lirquén Coalfield)
- Пућоко рударски басен, Коронел, Регион Биобио (Puchoco Coalfield)
- Лота рударски басен, Лота, Биобио Регион (Lota Coalfield)
- Куранивале рударски басен, Куранивале, Био Био Регион (Curanilahue Coalfield)
- Бока Лебу рударски басен, Лебу, Регион Био Био (Boca Lebu Coalfield)
- Мафил рударски басен, Мафил, Регион Лос Риос (Mulpún Coalfield)
- Лорето рударски басен, Пунта Аренас, регион Магаланес (Loreto Coalfield)

## Колумбија
Колумбија има највеће резерве угља у Латинској Америци и велики је извозник.
- Церејон, у Ла Гуајира (Cerrejón)

## Француска
- Ауманс рударски басен (Aumance Coalfield)
- Бланзи рударски басен (Blanzy Coalfield)
- Брасак рударски басен (Brassac Coalfield)
- Кармаукс рударски басен (Carmaux Coalfield)
- Шампањац рударски басен (Champagnac Coalfield)
- Даупин рударски басен (Dauphiné Coalfield)
- Десазевиле рударски басен (Decazeville Coalfield)
- Епинак рударски басен (Epinac Coalfield)
- Гард рударски басен (Gard Coalfield)
- Хераулт рударски басен (Hérault Coalfield)
- Лоир рударски басен (Loire Coalfield)
- Лораин рударски басен (1820–2004) (Lorraine Coalfield)
- Ла Машин рударски басен (La Machine Coalfield)
- Месеик рударски басен (Messeix Coalfield)
- Норд-Пас-де-Калаис рударски басен (Nord-Pas-de-Calais Coalfield)
- Св Елои рударски басен (St Eloi Coalfield)

## Немачка
- Ахен рударски басен (Aachen Coalfield)

- Еркеленз Лиџ рударски басен (1914–1997) (Erkelenz Coalfield)
- Инди Лиџ рударски басен (Inde Coalfield)
- Вурм рударски басен (Wurm Coalfield)

- Ибенбурен рударски басен (Ibbenbüren Coalfield)
- Лугау-Оелснитз рударски басен (Lugau-Oelsnitz Coalfield)
- Рухр рударски басен (Ruhr Coalfield)
- Сар рударски басен (Saar Coalfield)
- Звик рударски басен (Zwickau Coalfield)

## Велика Британија

### Енглеска
- Бристол и Сомесет Лиџ рударски басен (Bristol and Somerset Coalfield)
- Бристол рударски басен (Bristol Coalfield)
- Чидл рударски басен (Cheadle Coalfield)
- Кли Хилс рударски басен (Clee Hills Coalfield)
- Колброкдал рударски басен (Coalbrookdale Coalfield)
- Камберланд рударски басен (Cumberland Coalfield)
- Дурхам рударски басен (Durham Coalfield)
- Источни Стафордсхир рударски басен (East Staffordshire Coalfield)
- Шума Деана рударски басен (Forest of Dean Coalfield)
- Инглетон рударски басен (Ingleton Coalfield)
- Кент рударски басен (Kent Coalfield)
- Ланцашир рударски басен (Lancashire Coalfield)

- Бурнли рударски басен (Burnley Coalfield)
- Јужни Ланшир рударски басен (South Lancashire Coalfield)

- Манчестер рударски басен (Manchester Coalfield)
- Олдам рударски басен (Oldham Coalfield)
- Сб Јелена рударски басен (St Helens Coalfield)
- Виган рударски басен (Wigan Coalfield)

- Лестершир и Јужни Дербишир рударски басени (Leicestershire and South Derbyshire Coalfield)
- Мидгехолм рударски басен (Midgeholme Coalfield)
- Невент рударски басен (Newent Coalfield)
- Оксфордшир-Беркшир рударски басен[1] [2] [3] [4] [5] (Oxfordshire-Berkshire Coalfield)
- Северни Стафордшир рударски басен (North Staffordshire Coalfield)
- Нортхумберланд рударски басен (Northumberland Coalfield)
- Нотингхамшир и Дербишир рударски басен (Nottinghamshire and Derbyshire Coalfield)
- Освестри рударски басен (Oswestry Coalfield)
- Шуревсбур рударски басен (Shrewsbury Coalfield)
- Шропшир рударски басен (Shropshire Coalfield)
- Сомесет рударски басен (Somerset Coalfield)
- Јужниу Стафордширрударски басен (South Staffordshire Coalfield)  
  - Канек Чејс рударски басен (Cannock Chase Coalfield)
- Варвицкшир рударски басен (Warwickshire Coalfield)
- Вире Форест рударски басен (Wyre Forest Coalfield)
- Јоркшир рударски басен (Yorkshire Coalfield)
- Јужни Јоркшир рударски басен (South Yorkshire Coalfield)

### Шкотска
- Аиршир рударски басен (Ayrshire Coalfield)

- Централни Аиршир рударски басен (Central Ayrshire Coalfield)
- Аиршир рударски басен (South Ayrshire Coalfield)

- Брора рударски басен (Brora Coalfield)
- Kанонби рударски басен (Canonbie Coalfield)
- Централни рударски басен (Central Coalfield)
- Клокманан рударски басен (Clackmannan Coalfield)
- Даили рударски басен (Dailly Coalfield)
- Доуглас рударски басен (Douglas Coalfield)
- Фифе рударски басен (Fife Coalfield)

- Централни Фиф рударски басен (Central Fife Coalfield)
- Источни Фиф рударски басен (East Fife Coalfield)
- Западни Фиф рударски басен (West Fife Coalfield)

- Ланаркшир рударски басен (Lanarkshire Coalfield)
- Лотианс рударски басен (Lothians Coalfield)
- Машриханиш рударски басен (Machrihanish Coalfield)
- Мидлтон рударски басен (Midlothian Coalfield)
- Североисточни Стирлингшир рударски басен (Northeast Stirlingshire Coalfield)
- Санкухаррударски басен (Sanquhar Coalfield)
- Скримерстон рударски басен (Sanquhar Coalfield)

### Валес
- Енглеси рударски басен (Anglesey Coalfield)
- Северни Велс рударски басен (North Wales Coalfield)

- Денбигхшир рударски басен (Denbighshire Coalfield)
- Флинтшир рударски басен (Flintshire Coalfield)

- Пемброкешир рударски басен (Pembrokeshire Coalfield)
- Јужни Велс рударски басен (South Wales Coalfield)

## Индија
- Цхиримири рударски басен (Chirimiri Coalfield)
- Деогхар рударски басен (Deoghar Coalfield)
- делхи-јаипур рударски басен (delhi-jaipur Coalfield)
- Источно Бокаро рударски басен (East Bokaro Coalfield)
- Иб Вали рударски басен (Ib Valley Coalfield)
- Јхариа рударски басен (Jharia Coalfield)
- Јхилимили рударски басен (Jhilimili Coalfield)
- Камптее рударски басен (Kamptee Coalfield)
- Корба рударски басен (Korba Coalfield)
- Макум рударски басен (Makum Coalfield)
- Манд Раигархрударски басен (Mand Raigarh Coalfield)
- Намцхик-Нампхук рударски басен (Namchik-Namphuk Coalfield)
- Северно Каранпура рударски басен (Namchik-Namphuk Coalfield)
- Пенцх Канхан рударски басен (North Karanpura Coalfield)
- Рајмахал рударски басен (Pench Kanhan Coalfield)
- Рамгарх рударски басен (Rajmahal Coalfield)
- Ранигањ рударски басен  (Ramgarh Coalfield)
- Сингарени рударски басен (Singareni Coalfield)
- Синграули рударски басен (Singrauli Coalfield)
- Сохагпур рударски басен (Sohagpur Coalfield)
- Јужно Каранпура рударски басен (South Karanpura Coalfield)
- Талцхер рударски басен (Talcher Coalfield)
- Умариа рударски басен (Umaria Coalfield)
- Вардха Валлеи рударски басен (Wardha Valley Coalfield)
- Вест Бокаро рударски басен (West Bokaro Coalfield)

## Јапан

### Хокаидо
- Исхикари рударски басен (Ishikari coalfield)
- Каианума рударски басен (Kayanuma coalfield)
- Кусхиро рударски басен (Kushiro coalfield)
- рударски басен Румои (Rumoi coalfield)
- рударски басен Тенпоку (Tenpoku coalfield)

### Хоншу
- Јобан рударски басен (Jōban coalfield)
- Омине рударски басен (Omine coalfield)
- Убеко угљено поље (Ube coalfield)

### Кишу
- Амакуса рударски басен (Amakusa coalfield)
- Шикушо рударски басен (Chikuhō coalfield)
- Мике рударски басен (Miike coalfield)
- Нишисоноги рударски басен (Nishisonogi coalfield)

## Холандија
- Лимбург рударски басен(средњи век - 1974) (Limburg Coalfield)
- Пил рударски басен (1955–1962) (Peel Coalfield )

## Пакистан
- Тар рударски басен (Thar Coalfield)

## Пољска
- Доња Шлезија рударски басен
- Лублин рударски басен
- Горњи шлезијски слив угља

## Јужна Африка
- Ермело рударски басен
- Хигхвелд рударски басен
- Клип Ривер рударски басенд
- Утрецхт рударски басен
- Ватерберг рударски басенд
- Витбанк рударски басен

## Украјина
- Донет Витбанк рударски басен, понекад познат по погрешном називу Доњетск Витбанк рударски басен
- Лавовско-Волхињско Витбанк рударски басен
- Дневни Витбанк рударски басен (лигнит)

## Америка

### Алабама
- Вариор рударски басен
- Кахаба рударски басен
- Кејса рударски басен
- Планина Видиковац рударски басен
- Планина Санд рударски басен

### Аљаска
- Ненана рударски басен

### Арканзас
- Аркансас Вали рударски басен

### Колорадо
- Боок Цлиффс рударски басен
- Боулдер-Велд рударски басен
- Цанион Цити рударски басен
- Цолорадо Спрингс рударски басен
- Црестед Бутте рударски басен
- Дан Фортх Хиллс рударски басен
- Дуранго рударски басен
- Гранд Хогбацк рударски басен
- Гранд Меса рударски басенрударски басен
- Нортх Парк рударски басенрударски басен
- Нуцла Натурита рударски басен
- Пагоса Спрингс Цоалфиелд
- Сомерсет Цолорадо рударски басен
- Соутх Парк рударски басен
- Тринидад рударски басен
- Иампа рударски басен

### Илиноис
- Харисбург рударски басен
- Соутхерн рударски басен

### Индијана
- Југозападна Индијана

### Јова
- Аппаноосе-Ваине рударски басен
- Елдора рударски басен
- Форт Додге рударски басен
- Валнут Цреек рударски басен

### Канзас
- Питсбург-Вер рударски басен

### Кентаки
- Цицинати-Соут рударски басен
- Кумберланд Гап рударски басен
- Елкхорн рударски басен
- Харлан рударски басен
- Хазард рударски басен
- Јелико рударски басен
- Кенова рударски басен
- Пејнтсвил рударски басен
- Такер рударски басен
- Вест Кентаки рударски басен

### Мерилендд
- Каселман рударски басен
- Георге Крек рударски басен
- Доње Иоугхиогхени рударски басен
- Горње Потомачкои рударски басен
- Горње Иоугхиогхени рударски басен

### Северна Каролина
- Дан Река рударски басен
- Дубока Река рударски басен

### Охајо
- Амстердам-Салиневиле рударски басен
- Кембриџ рударски басен
- Кашјоктон рударски басен
- Кроксвил рударски басен
- Федерал Крик рударски басен
- Гошен рударски басен
- Хокинг рударски басен
- Иронтон рударски басен
- Џексон рударски басен
- Лисабон рударски басен
- Масил рударски басен
- Мигс Крик рударски басен
- Палмира рударски басен
- Питсбургх бр. 8 рударски басен
- Померој рударски басен

### Оклахома
- Базен Аркома рударски басен
- Нортхеастерн Схелфв рударски басен
- Оклахома рударски басен

### Орегон
- Цоос Баи рударски басен

### Пенсилванија
- Антрацит рударски басен (регион угља )
- Беавер рударски басен
- Бенетс Бранкс рударски басен
- Берниц рударски басен
- Црни Лајцк рударски басен (ака Нанто Гло рударски басен)
- Блосбург рударски басен
- Широки топ рударски басен
- Бутлер рударски басен
- Камерон рударски басен
- Кларион рударски басен
- Цлеарфиелд рударски басен
- Цоннеллсвилле рударски басен
- Фреепорт рударски басен
- Георгес Цреек рударски басен
- рударски басен у Индијан Вали
- Индиана рударски басен
- Ирвин Гас рударски басен
- Кеатинг рударски басен
- Киттаннинг рударски басен
- Клондикерударски басен
- Лигониер рударски басен
- рударски басен Дивизија ниског нивоа
- Мерцер рударски басен
- Меиерсдале рударски басен
- Мосханнонрударски басен
- рударски басен Планина
- Питтсбургх рударски басен
- Пунксутавнеи рударски басен
- Ралстон рударски басен
- Схавмут рударски басен
- Сновшо рударски басен
- Сомерсет Пенсилванија рударски басен
- Вестмор еланд рударски басен
- Виндбер рударски басен

- Кумерланд Гап рударски басен
- Јелицк рударски басен
- Лафолет рударски басен
- Рокквод рударски басен
- Содди рударски басен
- Вартбург рударски басен

### Утах
- Блектајл рударски басен
- Бук Клифс рударски басен
- Кастлегате рударски басен
- Коалвил рударски басен
- Емери рударски басен
- Хармони рударски басен
- Хенри планине рударски басен
- Каипоронитис Плато рударски басен
- Колоб Плато рударски басен
- Сунисиде рударски басен
- Тетон Басин рударски басен
- Вернал рударски басен
- Висораван рударски басен

### Вирџиниа
- Бушанан рударски басен
- Клинч Вали рударски басен
- Покахонтас рударски басен
- Ришмонд рударски басен
- Југозападни рударски басен (Биг Стоне Гап рударски басен)
- Вали рударски басен (антрацит)

- Елкинс рударски басен
- Фаирмонт рударски басен
- Греенбриер рударски басен
- Канавха рударски басен
- Логан рударски басен
- Меадов Бранцх рударски басен (антрацит)
- Нев Ривер рударски басен
- Панхандле рударски басен
- Покахонтас рударски басен
- Горње Потомачки рударски басен
- Вилиамсон рударски басен
- Завојни залив рударски басен

### Вајоминг
- Бигхорн рударски басен
- Црни Хилс рударски басен
- Гошен Холе Цоалфиелд
- Зелена Река рударски басен
- Хамс Форк рударски басен
- Хана рударски басен
- Џексон Холе рударски басен
- Повдер Река рударски басен (или Жилет рударски басен)
- Рок Крек рударски басен
- Винд Река рударски басен